# Amphitrite (Schiff, 1887)

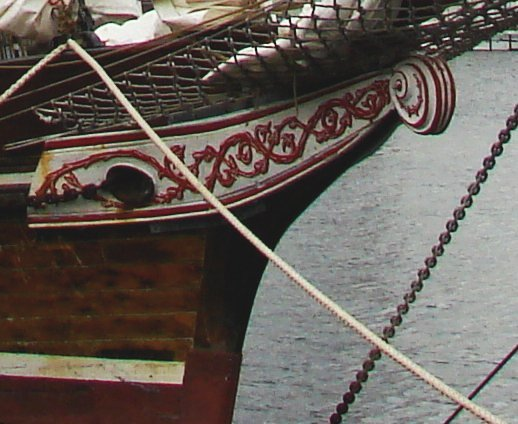
Krullgalion der Amphitrite (2008)

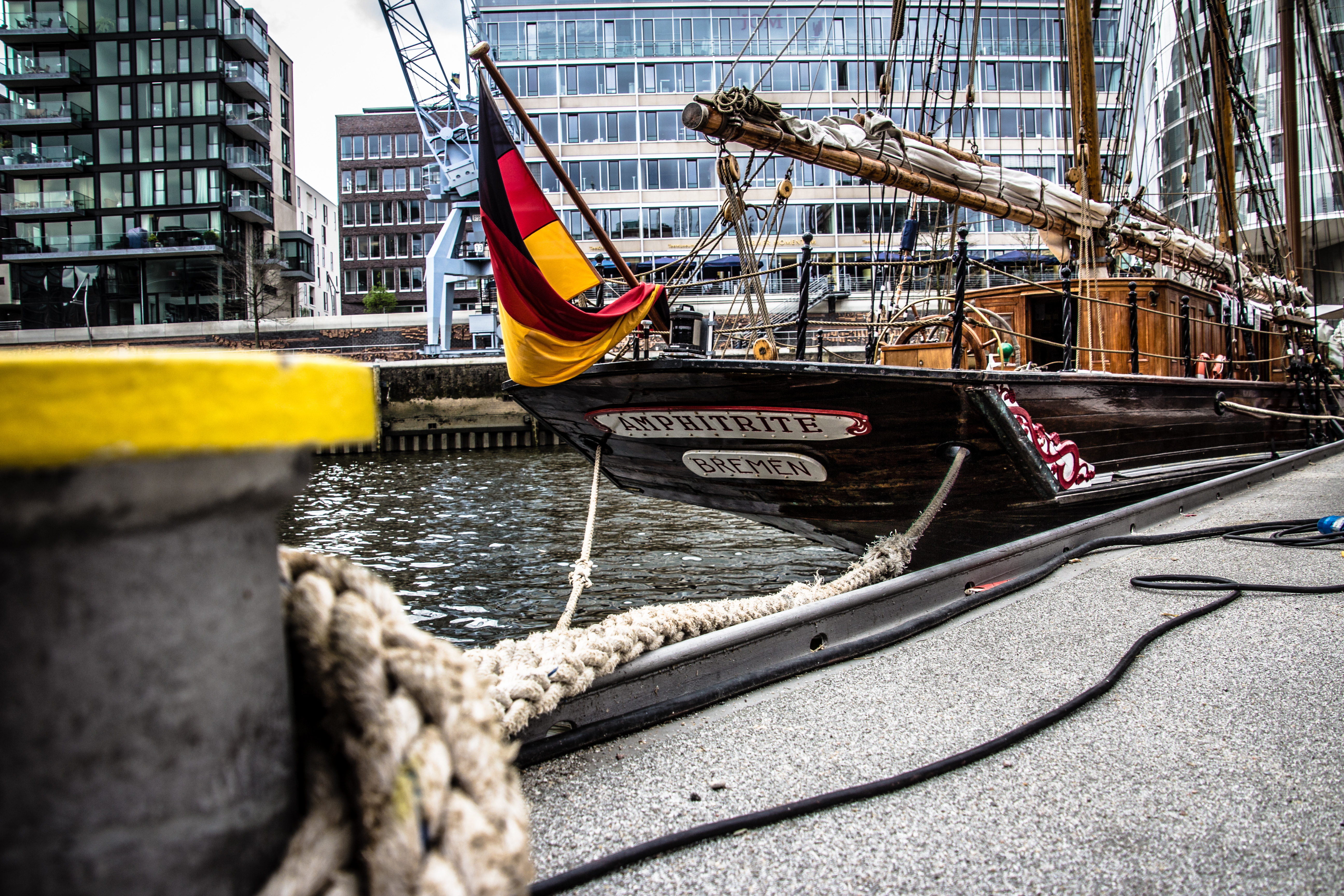
Yachtheck der Amphitrite

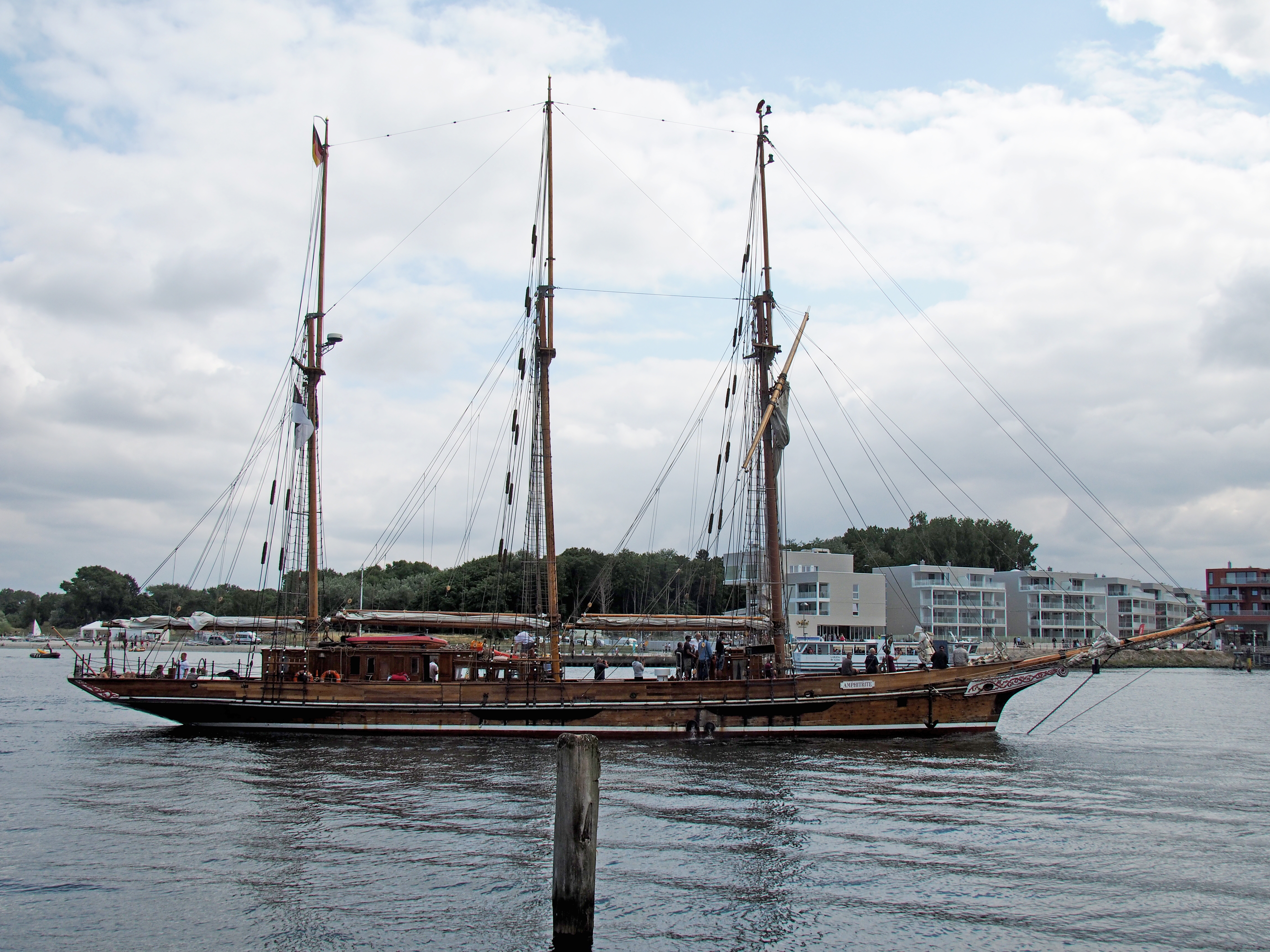
Die Amphitrite in der Lübecker Bucht bei Travemünde

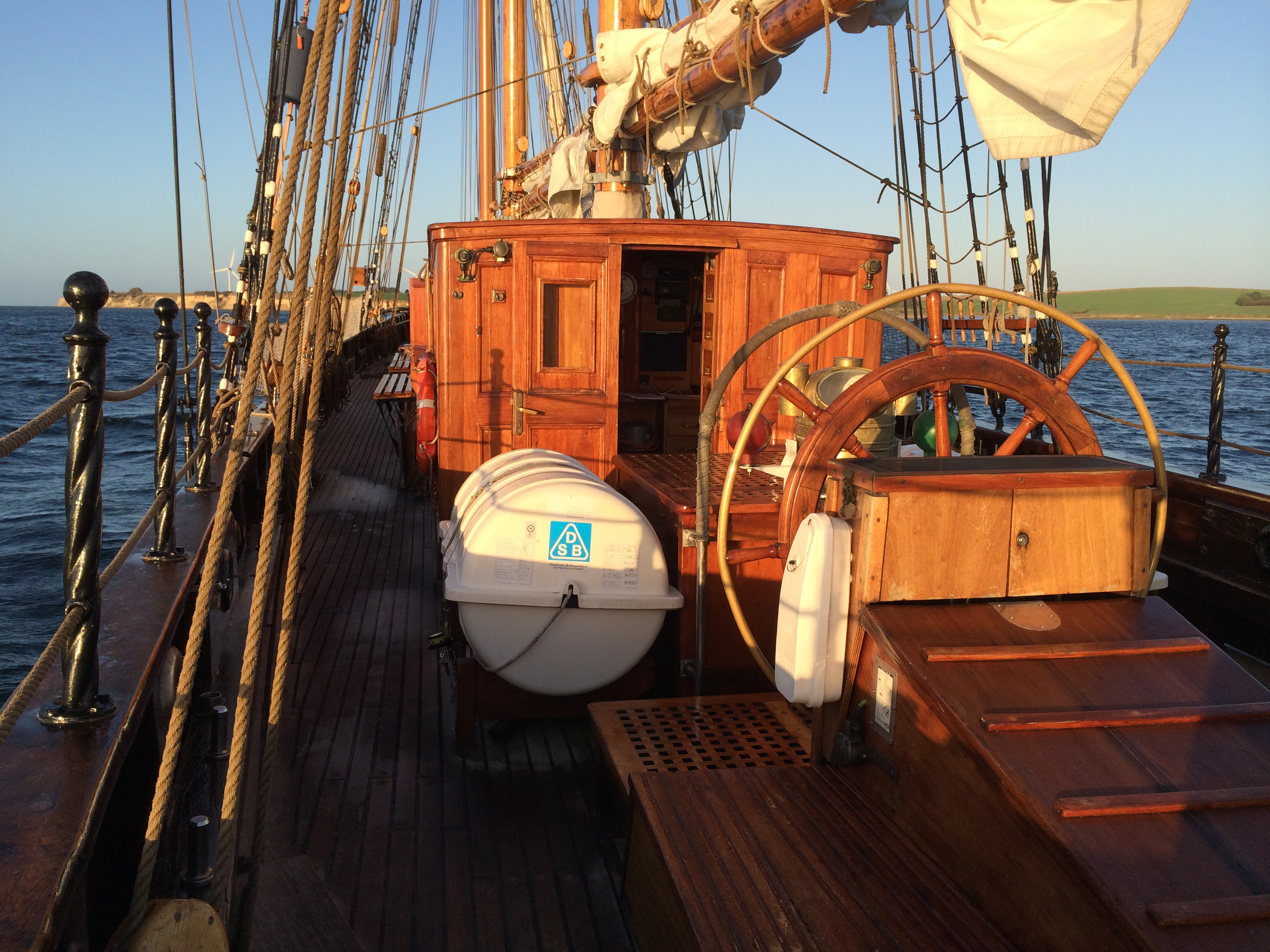
Amphitrite von achtern aus gesehen

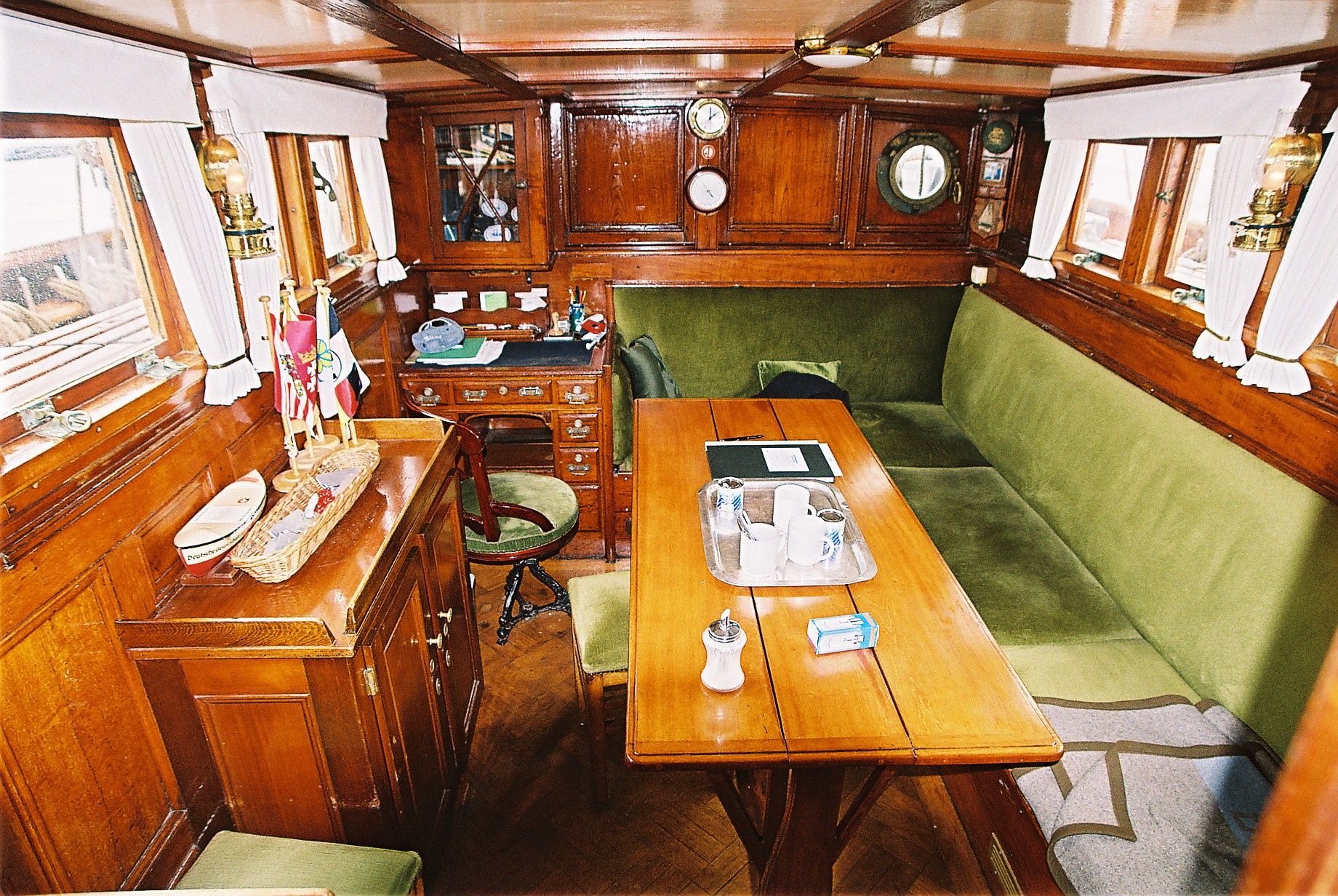
Salon der Amphitrite

Die Amphitrite ist ein 1884 bis 1887 in Gosport (Großbritannien) in Holz gebauter Dreimast-Gaffelschoner. Das 44 m lange Schiff wird als die älteste seegehende Segeljacht der Welt bezeichnet. Auf Regatten trat sie unter anderem gegen die Meteor von Kaiser Wilhelm II. an.
Heute segelt die Amphitrite unter der Flagge des Vereins Clipper – Deutsches Jugendwerk zur See e. V. Sinn und Zweck ist es, vor allem Jugendlichen, aber auch allen anderen Interessierten die traditionelle Seefahrt näherzubringen. Das Fahrtgebiet ist die Ostsee im Bereich der deutschen, dänischen, schwedischen und polnischen Küstengewässer. Für die hauptsächlich ehrenamtlich ausgeführten allwinterlichen Instandhaltungsarbeiten („Winterarbeit“) liegt das Schiff in der Regel bei Ring-Andersen in Svendborg, Dänemark, oder zum Teil auch im Harburger Binnenhafen. Heimathafen ist Bremen.

## Geschichte
Die Amphitrite, benannt nach der mythologischen Meeresnymphe, wurde von 1884 bis 1887 (Stapellauf im November 1887) in Gosport bei Camper & Nicholsons in Teak auf Eiche als zweimastiger Renn-Schoner gebaut. Ursprünglich als Zweimaster getakelt, hatte sie vermutlich mehr als 1.300 m² Segelfläche. Ihr erster Eigner, Oberstleutnant Alexander Donald McGregor aus Somerset in Großbritannien, setzte das Schiff als Rennjacht ein. 1888 wurde McGregor Mitglied in der Royal Yacht Squadron (RYS) in Cowes. Auf den Regatten wurde die Amphitrite mehrfach von dem berühmten Segel-Photographen Frank Beken aus Cowes abgelichtet.
1893 ging das Schiff in das Eigentum von Sir Frederick Willis aus London über. Von 1894 bis 1897 segelte die Amphitrite bei mehreren Regatten mit, so beim Jubilee-Cup 1894. 1897 gewann sie auf der Kieler Woche den „Extra-Preis für englische Kreuzeryachten“. Zwei Jahre später fuhr sie unter ihrem neuen Eigner Alfred Henry Littleton aus London auf der Dover-Helgoland-Regatta mit.
In den folgenden Jahren wechselte das Schiff mehrfach den Eigner sowie den Namen: Als sie 1900 von ihrem nächsten Eigner, A. Spence Hitchman aus Dorset, übernommen wurde, wurde sie in Dolores umbenannt. 1906 ging sie an Henry Ulick Lascelles, 5. Earl of Harewood, Leeds, und 1911 an George Hamilton Fletcher aus Dorset über, der sie in Joyfarer umtaufte. Beim nächsten Eignerwechsel, an Henry Peech aus London, erhielt sie den Namen Hinemoa. In den nächsten fünf Jahren wurden mehrere Änderungen am Schiff durchgeführt, so wurden eine elektrische Beleuchtung und Decksaufbauten in Stahl auf dem Vorschiff (Kombüse) und in Holz auf dem Achterdeck installiert; auch erhielt das Schiff 1915 erstmals eine Maschine (zwei Achtzylinder-Paraffin-Motoren). 1919 ging das Schiff an Lancelot W. Dent aus London, der eine Funkanlage einbaute (Rufzeichen KMRS).
1921 wurde Leutnant Älla Molgneux Berkeley Gage aus Falmouth neuer Eigner, der dem Schiff im folgenden Jahr wieder seinen ursprünglichen Namen Amphitrite gab und 1925 die Maschine gegen zwei Vierzylinder-Paraffin-Motoren austauschte. Nach kurzer Zeit unter den Eignern Oberstleutnant Arthur Gore, 6. Earl of Arran, Cornwall, ab 1937 und Oberstleutnant A. G. Arundel Evans aus Dartmouth (ab 1937) ging das Schiff 1942 in das Eigentum der Britischen Admiralität über. Noch im selben Jahr wurde es nach Entfernung des Riggs als Ballonsperre im Plymouth Sound eingesetzt, um den Hafen von Plymouth vor Tieffliegern zu schützen, bis es 1944 bei Chadder Blancs Yard in Salcombe aufgelegt wurde.
Nach dem Krieg wurde die Amphitrite 1946 von der Britischen Admiralität zum Verkauf freigegeben und von Geoffrey Blundell aus Salcombe erworben. Ein Jahr später ging sie an Oberst W. F. Charter (Salcombe), der sie unter anderem bei der Bauwerft Camper & Nicholson restaurieren ließ. Ohne dass das Rigg ersetzt worden wäre, wurde die Jacht von 1950 bis 1955 als Wohnsitz der Familie Charter auf Reede vor Salcombe eingesetzt.
Als sie anschließend von Intermar Trading Co. Ltd. (Salcombe) erworben wurde, wurde sie als Dreimast-Gaffelschoner geriggt. Ab 1957 wurde sie vor allem im Mittelmeer eingesetzt, zunächst unter dem Eigner Clive P. B. Stevenson (Salcombe) und ab 1958 unter dem schwedischen Eigner Bertil Harding. 1964 ging das Schiff in das Eigentum von John Lennart Ostermann über, der in Stockholm und San Remo lebte. Es wurde in Amphitrite af Stockholm umbenannt, erhielt neue Motoren (zwei Volvo Penta mit je 95 PS (70 kW)) und wurde zur Dreimast-Barkentine umgebaut. Nach nur zwei Jahren kam es zu einem neuen Eignerwechsel (François Spoerry aus Mülhausen). Entweder zu diesem Zeitpunkt oder drei Jahre später, als die Horst Film GmbH & Co. KG aus Berlin die Jacht übernahm, wurde der Name zurück in Amphitrite geändert. Bis 1971 ließ das Unternehmen die Jacht für Filmeinsätze umfangreich renovieren und ausbauen. Dazu gehörten ein achterlicher Anbau an das Deckshaus, der mit modernen Instrumenten als Navigationsraum ausgestattet wurde, der Einbau einer neuen Maschine (zwei Mercedes-Sechszylinder-Dieselmotoren OM 355, mit je 230 PS (169 kW)) und von Generatoren (angetrieben von zwei Mercedes-Sechszylinder-Dieselmotoren OM 352 mit je 110 PS (81 kW) Dieselmotorenleistung und je 45 kW elektrischer Leistung), Klimaanlage, Duschen, Geschirrspüler, Gefrierschränken usw. (heute alle nicht mehr an Bord). Außerdem wurden Rigg und Segel teilweise erneuert, wonach die Segelfläche bei etwa 750 m² lag. 1971 übernahm die „Amphitrite“-Schiffahrts-KG aus Berlin das Schiff und setzte es bis 1972 für die 26-teilige Fernsehserie Graf Luckner (mit Heinz Weiss in der Hauptrolle) und den Fernsehfilm Das Geheimnis der Mary Celeste (mit Hans-Joachim Kulenkampff in der Hauptrolle) ein.
Danach gab es für die Amphitrite keine Verwendung mehr als Filmschiff. 1973 interessierte sich daraufhin der Verein Clipper - Deutsches Jugendwerk zur See e. V. (Clipper DJS) für den Dreimaster und überführte ihn nach Deutschland. Auf der Fahrt geriet die Amphitrite in einen starken Mistral und trug schwere Schäden davon, unter anderem brach der Fockmast. Für 500.000 DM erwarb der Verein 1974 das Schiff und ließ es bis 1976 bei der Lloyd Werft Bremerhaven reparieren (seither Fockmast aus Stahl) und für den Betrieb mit jungen Besatzungen umbauen. Dazu wurde die Amphitrite wieder als Dreimast-Gaffelschoner getakelt, damit das Rigg vollständig von Deck aus bedienbar ist; nur die Breitfock, die bei achterlichen Winden zusätzlich gesetzt werden kann, erfordert seither noch das Aufentern in die Wanten. Die Segelfläche wurde auf 600 m² reduziert. Außerdem wurden zahlreiche zusätzliche Kojen eingebaut, im Deckshaus auf dem Vorschiff Toiletten installiert und im achterlichen Deckshaus eine Kombüse eingerichtet. Am 1. Mai 1976 lief der Dreimaster zu seiner ersten Fahrt für Clipper aus.
Seither segelt die Amphitrite für Clipper DJS; Haupteinsatzgebiet ist die deutsche und dänische Ostsee mit Schwerpunkt dänische Südsee. Der Gaffelschoner hat in dieser Zeit an Regatten der Sail Training Association (Tall Ships’ Races) und an der Hanse Sail teilgenommen. Vom Winter 2004 bis Frühjahr 2006 wurde die Amphitrite in Hamburg-Harburg und im Dock der Werft Ring-Andersen im dänischen Svendborg für einen sechsstelligen, durch Spenden und Kredite aufgebrachten Betrag überholt, wobei unter anderem der Klüverbaum und das vordere Deckshaus sowie die Kojen im Vorschiff erneuert wurden. Seitdem ist die Amphitrite wieder von Mai bis Oktober auf der Ostsee unterwegs und verbringt ihre Winterliegezeiten teils im Harburger Binnenhafen, teils im dänischen Svendborg. Seit 2007 nimmt sie jährlich an der Kieler Woche teil und ist seit 2009 auch beim Hamburger Hafengeburtstag anzutreffen, bei dem sie – meist im Sandtorhafen nahe der Elbphilharmonie – auch oft (kostenlos) besichtigt werden kann. 2012 feierte der Verein ihren 125. Geburtstag.